# Matthew Prior

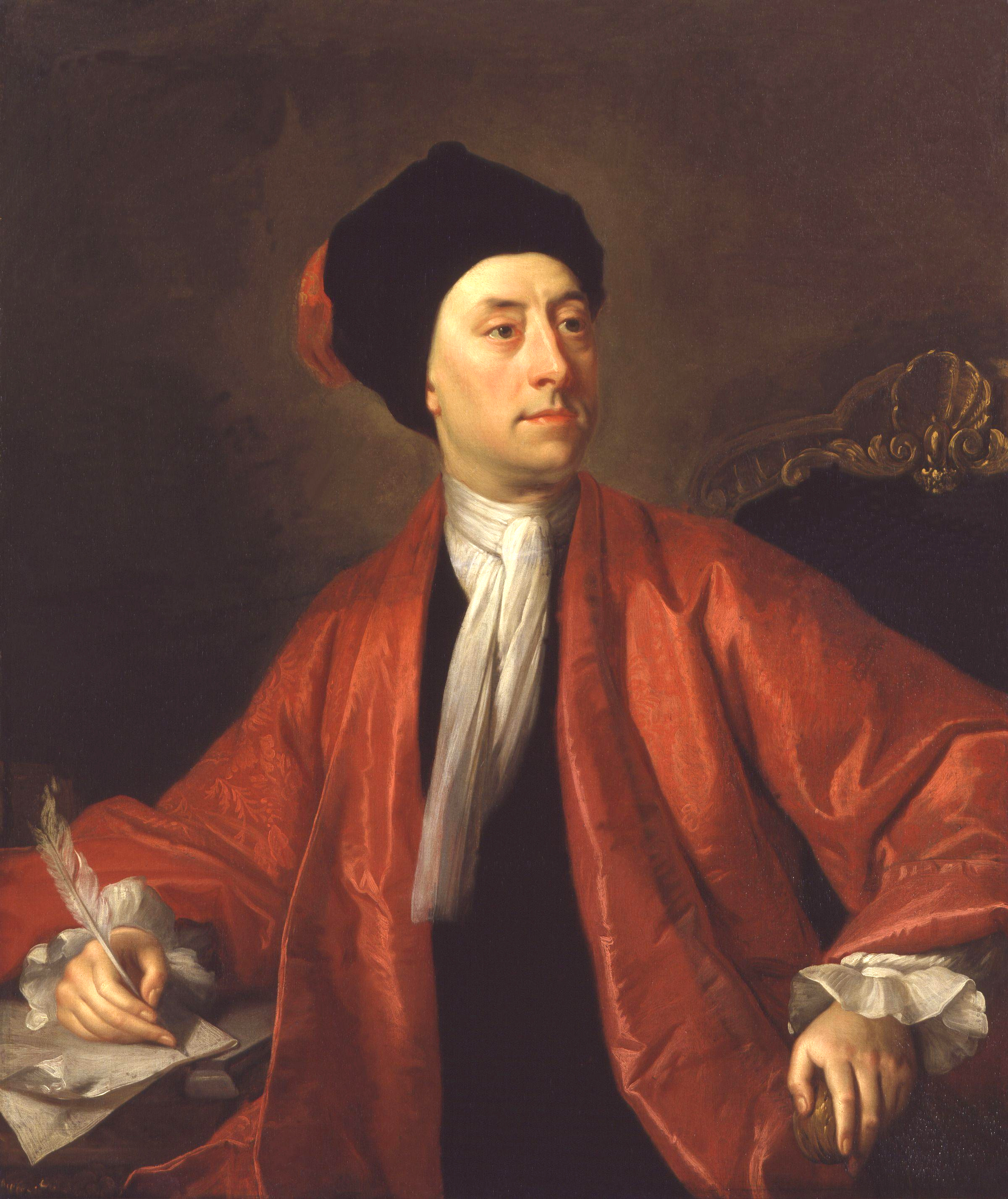
Matthew Prior

Matthew Prior (Wimborne Minster, East Dorset, 21 juli 1664 – Wimpole, Cambridgeshire, 18 september 1721) was een Engels diplomaat en schrijver van satirische, humoristische en gelegenheidsgedichten.
Prior was de zoon van een meubelmaker in Dorset. Deze verhuisde naar Londen en stuurde zijn zoon naar Westminster School. Toen zijn vader overleed, viel Matthew toe aan de zorg van zijn oom, een wijnhandelaar. Hij ging van school, maar wekte de belangstelling van de graaf van Dorset, die hem aantrof in het café van zijn oom, waar de jongeman Horatius zat te lezen, waarop hij aanbood Matthews opleiding te bekostigen. Hij ging terug naar school, waar hij kennismaakte met Charles Montagu, de graaf van Halifax. 
Om in diens gezelschap te kunnen blijven, aanvaardde hij een beurs voor het St John's College van de Universiteit van Cambridge, waar hij zijn BA behaalde in 1686.
Samen met Montagu schreef hij in 1687 The Story of the City Mouse and the Country Mouse, als satire op  John Drydens 'The Hind and the Panther', wat beide schrijvers een aardig fortuin opleverde.
Drie jaar later werd hij secretaris aan de ambassade in Den Haag, waar hij vier jaar verbleef. Vervolgens werd hij benoemd tot 'gentleman of the king's bedchamber' en diende kennelijk ook als diens secretaris. In 1697 was hij secretaris bij de besprekingen die leidden tot de Vrede van Rijswijk.  In 1698 vergezelde hij de Engelse ambassadeur naar Parijs. 
In 1701 zat hij in het parlement namens het kiesdistrict East Grinstead. In de politieke troebelen van de tijd koos hij de kant van de Tory's en verbond hij zijn lot aan dat van  Robert Harley, de graaf van Oxford, en Henry St John, burggraaf Bolingbroke. Na de troonsbestijging van Queen Anne, die aanvankelijk sympathiseerde met de Whigs, werd er enige tijd weinig van hem vernomen. Toen de Tory's in 1710 de macht herkregen, kon hij zijn diplomatieke taken hernemen en tot de dood van de koningin speelde hij een belangrijke rol in de onderhandelingen met de Fransen. Door zijn grote aandeel in de besprekingen voor de Vrede van Utrecht werd het verdrag ook wel "Matt's Peace" genoemd.
Na het overlijden van Queen Anne kwamen de Whigs opnieuw aan de macht. Hierop werd hij teruggeroepen en op last van Robert Walpole gevangengezet. Walpole had een grenzeloze haat ontwikkeld jegens Robert Harley en Bolingbroke, die verantwoordelijk waren voor zijn eerdere veroordeling en gevangenneming. Prior bleef bijna twee jaar in hechtenis (1715 – 1717). Dit ging overigens niet ten koste van zijn opgeruimde natuur en tijdens deze periode schreef hij het lange humoristische gedicht Alma; or, The Progress of the Mind. Dit werk werd, samen met Solomon, and other Poems on several Occasions, in 1718 uitgegeven en leverde hem een som op van 4000 guineas. Samen met een gift van £ 4000 van de zoon van Lord Harley stelde dit hem in staat het huis Down Hall in Essex aan te kopen en rustig te gaan leven. Lang kon hij hier echter niet van genieten. Hij overleed korte tijd later in Wimpole Hall, Cambridgeshire, en werd begraven in de Poets' Corner in Westminster Abbey.
Matthew Priors werk komt nog voor in bloemlezingen. Hij was een veelzijdig dichter die diverse technieken hanteerde en werd geprezen vanwege zijn epigrammen, zijn satirische maar luchtige toon en zijn gedichten voor kinderen.